# Нижній Жасилколь
Ни́жній Жасилко́ль, часто просто Жасилко́ль (каз. Жасылкөл) — озеро в Казахстані, розташоване у Саркандському районі Алматинської області. Має площу 1 км², сягаючи завдовжки 2070 м і завширшки 751 м. Прогнозована глибина водойми 30—50 м.
Нижній Жасилколь розташовується на північному схилі Джунгарського Алатау, на річці Агиникатти, на висоті 1630 м над рівнем моря. Цю водойму не слід плутати з менш відомим озером Верхній Жасилколь, яке також розташовується на тій же річці вище за течією на висоті 2262 м. Обидва озера утворились одночасно внаслідок землетрусу, який обвалив гірські породи, утворивши природну дамбу, яка частково перегородила річище. Залишки уламкового матеріалу і сьогодні можна побачити біля його берегів у вигляді окремих брил.
Нижній Жасилколь має довгасту форму, витягнутий у меридіональному напрямку. Озеро живиться водами льодовиків, які доставляють до нього Агиникатти і безіменні струмки. В пору інтенсивного танення льодовиків (весна — літо) його води каламутні, взимку стають прозорими. Озеро має блакитнувато-кавовий відтінок влітку та насичено-блакитний взимку. Протягом усього року залишається холодним, навіть влітку температура води в ньому не перевищує 10 °C.
Береги Нижнього Жасилколя гористі і доволі круті. Вони вкриті густим мішаним лісом, який трохи вище берега змінюють різнотравні субальпійські луки. Тут мешкають ведмеді, сарни, благородні олені, тетеруки.
Водойма розташована у ненаселеній місцевості на теренах сучасного Жонгар-Алатауського національного парку. Вона є об'єктом туризму, у напрямку обох жасилкольських озер влаштовують піші та кінні екскурсії. Околиці Нижнього Жасилколя славляться серед бджолярів як чудові медоносні угіддя. Найближчий до нього населений пункт — село Лепсі, розташоване за 23 км.